# Teho Teardo
Teho Teardo (* 19. září 1966 Pordenone) je italský muzikant a skladatel. Je zakládajícím členem rockové kapely Meathead. Spolupracoval s řadou známých osobností, v současné době tvoří a vystupuje společně s Blixa Bargeldem.